# Walter van Terwaan
Walter van Terwaan (Walterus Taruanensis) (circa 1085 - 1132) was een Vlaams hagiograaf en monnik van de abdij van Sint-Jansberg in Ieper.

## Biografie
Walter was monnik van het Sint-Maartensklooster van Ieper. In 1117 werd hij benoemd tot aartsdiaken van het bisdom van Terwaan en behoorde hij tot de entourage van bisschop Jan I van Waasten. In diens opdracht alsmede op verzoek van de deken Gozelin schreef hij een levensbeschrijving van de in 1127 vermoorde graaf Karel de Goede, gevolgd door het relaas van de moord en de daaropvolgende bestraffing van de daders. Hij droeg dit op aan de bisschop. Hij had kort voor diens overlijden Ieper bezocht en daar met de Vlaamse Groten gesproken. Rond 1127 heeft hij mogelijk ook een reis naar Rome gemaakt. Na de dood van Jan van Waasten stelde hij ook diens leven op schrift. Deze vita is niet alleen de voornaamste bron voor het leven en het werk van deze zalig verklaarde bisschop, ze bevat ook de vroegste beschrijving van een mottekasteel in Woumen, op de plaats waar nu het kasteel de Coninck de Merkem staat. Als historisch geschiedschrijver behoort hij tot een zorgvuldig gekend auteur die een helder eenvoudig Latijn schreef met uitdrukkingen uit de rechtspraak. Door zijn grote nauwkeurigheid van werken en precieze beschrijving van zaken en gebeurtenissen wordt zijn werk beschouwd als een belangrijke tijdsbron.

## Werken
- Vita et passio Karoli comitis Flandrensis
- Vita Johannis episcopi Taruanensis